# Sonnenfinsternis vom 26. Dezember 2019
Die ringförmige Sonnenfinsternis vom 26. Dezember 2019 spielte sich hauptsächlich in Südostasien ab. Insgesamt, einschließlich der Gebiete mit partieller Sichtbarkeit, umfasste das Sichtbarkeitsgebiet einen Großteil der am dichtesten besiedelten Gebiete der Erde.
Neben großen Teilen Asiens konnte die Finsternis in ihrer partiellen Phase auch in Neuguinea und im Norden Australiens beobachtet werden.

## Verlauf
Die ringförmige Phase der Finsternis war zuerst im Südosten der Arabischen Halbinsel zu sehen. Anschließend wanderte die Zone ringförmiger Sichtbarkeit über das Arabische Meer und erreichte nahe Mangalore den Indischen Subkontinent. Dort dauerte die Phase der ringförmigen Verfinsterung etwa 2 Minuten und 20 Sekunden.
Der Korridor der ringförmigen Sichtbarkeit setzte sich südöstlich über Indien fort und überquerte den Norden Sri Lankas, bevor er sich über dem Indischen Ozean fortsetzte. Auf der Sumatra westlich vorgelagerten Insel Simeuluë erreichte der Schattenpfad wieder Festland. Diese Insel war nur wenige Kilometer vom Epizentrum des Seebebens vom 26. Dezember 2004 entfernt gewesen, die Insel war dabei um 15 Meter in südwestlicher Richtung verschoben worden.
Nachdem die Schattenzone die Insel Sumatra überquert hatte, kam es in der Straße von Malakka zwischen der Hauptinsel und der Ostküste Sumatras vorgelagerten Insel Pulau Pandang zur längsten Dauer der ringförmigen Phase von 3 Minuten und 40 Sekunden. Anschließend streifte die Zone mit ringförmiger Sichtbarkeit die Südspitze der Malaiischen Halbinsel, wobei Singapur am Nordrand dieses Korridors lag und eine ringförmige Sichtbarkeit von 2 Minuten und 12 Sekunden zu bieten hatte. Der Korridor setzte sich über Borneo fort, streifte die Philippinen ganz im Süden und führte dann über den westlichen Pazifischen Ozean.

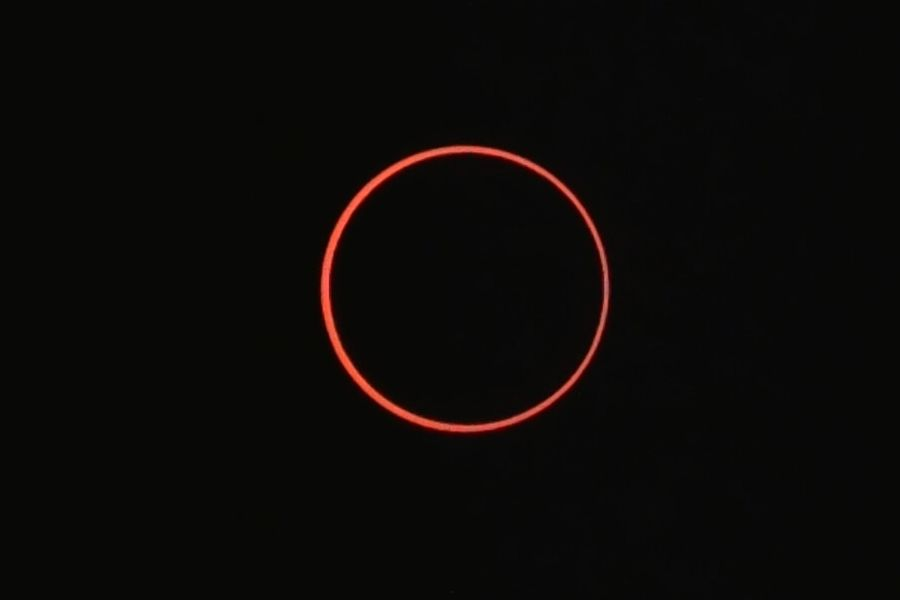
Sonnenfinsternis – so gesehen an der Südküste von Guam

In Guam überstrich der Korridor noch einmal Festland, die Insel lag auf der Zentrallinie der Finsternis, deshalb war dort mit 3 Minuten und 10 Sekunden nochmals eine recht lange Sichtbarkeit gegeben. Die Finsternis ereignete sich dort spätnachmittags um 16:56 Ortszeit, die Sonne stand noch etwas mehr als 13 Grad über dem Horizont.

## Trivia
In der Zone mit ringförmiger Verfinsterung befanden sich Gebiete, die von dem Tsunami am zweiten Weihnachtstag 2004 mit am stärksten betroffen waren, genau 15 Jahre nach dieser Katastrophe.